# Daniel Konarzewski

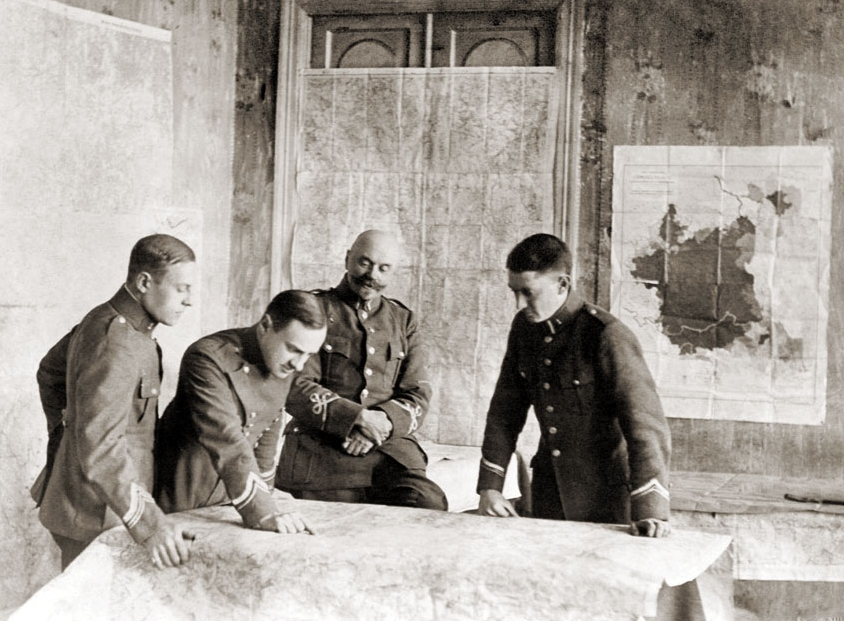
Gen. Daniel Konarzewski i sztab 14 DP. Wojna polsko-bolszewicka 1920

Daniel Konarzewski h. Pobóg (ur. 9 sierpnia?/21 sierpnia 1871 w Petersburgu, zm. 3 kwietnia 1935 w Warszawie) – generał dywizji Wojska Polskiego, kawaler Orderu Virtuti Militari, I wiceminister spraw wojskowych i szef Administracji Armii, uczestnik wojen: rosyjsko-japońskiej, I światowej, polsko-ukraińskiej i polsko-bolszewickiej oraz powstania wielkopolskiego.

## Życiorys

### Młodość
Był synem Daniela, ziemianina i carskiego generała, i Haliny z von Millerów. Po ukończeniu II Korpusu Kadetów w Moskwie wstąpił do 1 Pawłowskiej Szkoły Wojskowej w Petersburgu. 6 sierpnia 1890 awansowany został na podporucznika i przydzielony do Izmaiłowskiego Pułku Gwardii, gdzie kolejno dowodził oddziałem zwiadowczym, kompanią oraz batalionem. W czasie służby wojskowej studiował prawo na Uniwersytecie Petersburskim (pięć semestrów), a następnie w Petersburskim Instytucie Archeologicznym. W latach 1904–1905 jako ochotnik w stopniu kapitana uczestniczył w wojnie rosyjsko-japońskiej. W 1907 zwolniony został, na własną prośbę, do rezerwy i zajął się gospodarowaniem w rodzinnym majątku.

### Wielka Wojna
Po wybuchu wojny w 1914 został zmobilizowany i wyznaczony na stanowisko dowódcy 363. pułkupPiechoty, a następnie 89. Brygady Piechoty i 11. Brygady Inżynieryjno-Technicznej. W 1917 na froncie niemieckim został awansowany na pułkownika. Po rewolucji 1917 zorganizował i dowodził Legią Rycerską, a następnie dowodził brygadą w 1 Dywizji Strzelców Polskich. W 1918 pod Toszczycą został ranny i kontuzjowany. Po rozwiązaniu I Korpusu Polskiego w maju 1918 osiadł we własnym majątku – Punżanki (poczta Podbrodzie, woj. wileńskie) na Litwie.

### II Rzeczpospolita
Po odzyskaniu niepodległości, Konarzewski wstąpił do Wojska Polskiego. 19 stycznia 1919 wyznaczony został na stanowisko dowódcy 1 Pułku Strzelców Wielkopolskich, późniejszego 55 Poznańskiego Pułku Piechoty. Później dowodził Grupą Wojsk Wielkopolskich, I Brygadą w 1 Dywizji Strzelców Wielkopolskich, 1 Dywizją Strzelców Wielkopolskich (IX 1919 – 20 IV 1921), Okręgiem Generalnym „Białystok” (od 20 IV 1921). 12 sierpnia 1920 r. 14. Dywizja Piechoty wraz z Konarzewskim weszła w skład 4. Armii, która 16 sierpnia wzięła udział w zwycięskiej kontrofensywie znad Wieprza. Ponadto uczestniczył  w „bitwie niemeńskiej” oraz w pościgu za Armią Czerwoną.
Po zakończeniu działań wojennych z bolszewikami planował przejść w stan spoczynku, lecz nie uzyskał zgody. Następnie został mianowany dowódcą Okręgu Generalnego Białystok (później Dowództwo Okręgu Korpusu Nr III w Białymstoku). Następnie został zastępcą dowódcy gen. Lucjana Żeligowskiego, a później dowódcą Grupy Operacyjnej „Bieniakonie” w strukturze Wojsk Litwy Środkowej. Kolejnym stanowiskiem w jego karierze wojskowej było Dowództwo Okręgu Korpusu nr III w Grodnie. Po wykonaniu zjednoczenia wojsk Litwy Środkowej ze strukturami WP, 15 listopada 1922 r. Konarzewski przeszedł w stan spoczynku. Zamieszkał w swoim majątku Punżanki.
Na mocy dekretu prezydenta Stanisława Wojciechowskiego, z 19 sierpnia 1923 r., generał został przywrócony do służby, a następnie mianowany dowódcą Okręgu Korpusu Nr I w Warszawie. Pełnił tam służbę do 14 grudnia 1925 r.
31 marca 1924 Prezydent RP Stanisław Wojciechowski na wniosek Ministra Spraw Wojskowych, gen. dyw. Władysława Sikorskiego, awansował go na generała dywizji ze starszeństwem z dniem 1 lipca 1923 i 6. lokatą w korpusie generałów. 14 grudnia 1925 został mianowany szefem Administracji Armii, a w lipcu 1926 – I wiceministrem spraw wojskowych i szefem Administracji Armii. 15 grudnia 1930, w związku z wyjazdem marszałka Polski Józefa Piłsudskiego na urlop wypoczynkowy, na Maderę, Prezydent RP powierzył mu kierownictwo Ministerstwa Spraw Wojskowych od wtorku 16 grudnia 1930 roku. W niedzielę 29 marca 1931 roku w Gdyni przekazał obowiązki Józefowi Piłsudskiemu, który powrócił do kraju na pokładzie kontrtorpedowca ORP „Wicher”.

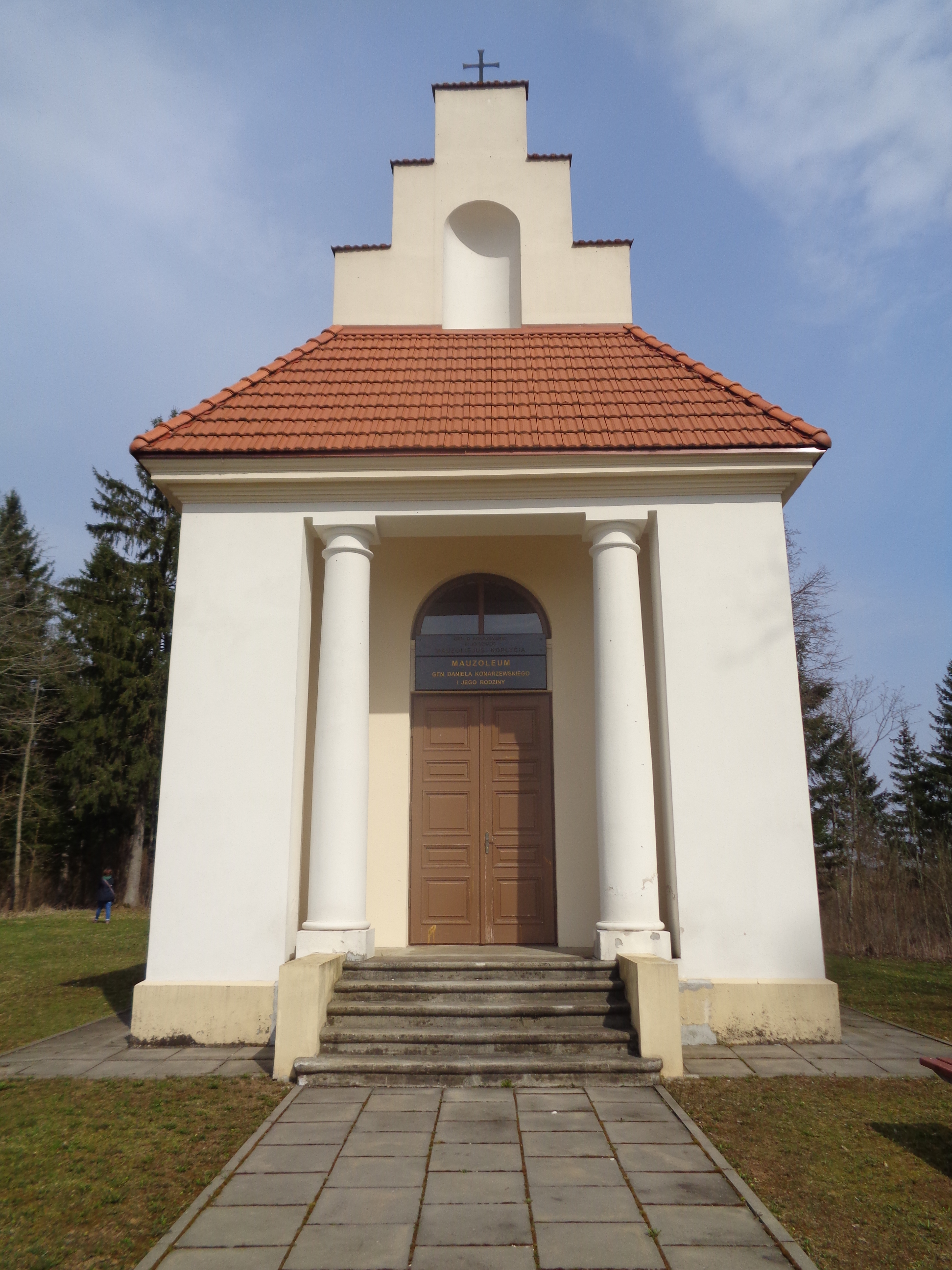
Kaplica Konarzewskich w Punżankach

2 czerwca 1931 został zwolniony ze stanowiska I wiceministra spraw wojskowych i szefa Administracji Armii i mianowany inspektorem armii z siedzibą w Warszawie. Zmarł 3 kwietnia 1935 o godz. 8.00 w Warszawie na zawał serca. Początkowo został pochowany na cmentarzu parafialnym w Balingródku, lecz po wzniesieniu kaplicy rodziny Konarzewskich pw. świętych Kazimierza i Wincentego w Punżankach, jego zwłoki zostały do niej przeniesione. Oprócz generała, w grobowcu spoczywają żona, syn oraz córka.

## Życie prywatne
Żoną generała była Wincenta Prewisz-Kwinto, która była pierwszą przewodniczącą Zarządu Naczelnego Stowarzyszenia „Rodzina Wojskowa” (1925–1927), w 1926 odznaczona papieskim orderem Pro Ecclesia et Pontifice za zasługi przy stworzeniu kaplicy w Korpusie Kadetów we Lwowie i za opiekę nad nią, zmarła 24 marca 1933. Z tego małżeństwa na świat przyszła czwórka dzieci: Ryszard, Halina, Maria i Grzegorz.
16 stycznia 1929 o godz. 17.00 w kościele archikatedralnym Św. Jana w Warszawie Halina Konarzewska, córka generała Daniela Konarzewskiego i Wincenty Prewysz-Kwintów Konarzewskiej, zawarła związek małżeński z Włodzimierzem Łaszkiewiczem, właścicielem majątku Daukszyszki, w gminie Soły, powiatu oszmiańskiego.

## Ordery i odznaczenia

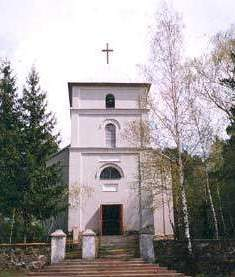
Kościół w Balingródku

- Krzyż Srebrny Orderu Wojskowego Virtuti Militari (1921)[16]
- Krzyż Komandorski z Gwiazdą Orderu Odrodzenia Polski (9 listopada 1926)[17]
- Krzyż Komandorski Orderu Odrodzenia Polski[18]
- Krzyż Oficerski Orderu Odrodzenia Polski (29 grudnia 1921)[19][20][21]
- Krzyż Walecznych (dwukrotnie: po raz pierwszy 1921)[22]
- Złoty Krzyż Zasługi (10 sierpnia 1924)[23]
- Krzyż Zasługi Wojsk Litwy Środkowej[24]
- Medal Pamiątkowy za Wojnę 1918–1921
- Medal Dziesięciolecia Odzyskanej Niepodległości
- Odznaka za Rany i Kontuzje
- Odznaka Pamiątkowa Generalnego Inspektora Sił Zbrojnych (pośmiertnie, 12 maja 1936)
- Krzyż Wielki Orderu Korony Rumunii (Rumunia, 1929)[25]
- Krzyż Wielki Orderu Leopolda (Belgia, 1935)[26]
- Krzyż Wielki Orderu Lwa Białego (Czechosłowacja)
- Krzyż Wielki Orderu Krzyża Orła (Estonia, 1933)[27]
- Wielki Oficer Orderu Świętego Sawy (Jugosławia)[28]
- Wielki Oficer Orderu Legii Honorowej (Francja, 1929)[25]
- Komandor Orderu Legii Honorowej (Francja, 1921)[29]
- Medal Zwycięstwa (Médaille Interalliée)

## W literaturze
Gen. Daniel Konarzewski występuje jako jedna z postaci w powieści Nadberezyńcy Floriana Czarnyszewicza.